# Thalassia hemprichii
Thalassia hemprichii ist eine von zwei Pflanzenarten aus der Gattung Thalassia. Die Art ist eine Unterwasserpflanze und kommt in den Küstengewässern des Indischen und westlichen Pazifischen Ozeans vor.

## Beschreibung
Die Rhizome sind stielrund und besitzen bleibende Blattscheiden. Die Blätter messen 6 bis 12 (selten bis 40) Zentimeter × 4 bis 8 Millimeter und sind gebogen. Die Blütenstandsachse männlicher Blütenstände ist 2 bis 3 Zentimeter lang. Weibliche Blütenstände dagegen besitzen keine Blütenstandsachse. Die Spatha ist linealisch. Männliche Blüten sind 2 bis 3 Zentimeter lang gestielt. Die Blütenhüllblätter sind elliptisch und petaloid. Die Staubbeutel sind länglich. Der Fruchtknoten der weiblichen Blüten besteht aus 6 Fruchtblättern. Die Narben-Äste sind 1 bis 1,5 Zentimeter lang. Die Früchte sind 2 bis 2,5 × 1,8 × 3,2 Zentimeter groß und grünlich.

## Vorkommen
Thalassia hemprichii wächst untergetaucht in flachen Küstengewässern vom Roten Meer bis zum Indischen und westlichen Pazifischen Ozean. Sie kommt in Ägypten, Eritrea, Somalia, Dschibuti, Kenia, Tansania, Mosambik, Saudi-Arabien, Jemen, Madagaskar, Seychellen,  Indien, Sri Lanka, Myanmar, Thailand, Malaysia, Indonesien, Papua-Neuguinea, Vietnam, den Philippinen, China (Hainan), Taiwan und Japan (Ryukyu-Inseln), Australien und weiteren Inseln im Pazifik vor.

## Systematik
Thalassia hemprichii wurde 1832 von Ehrenberg ex Solms als Schizotheca hemprichii erstbeschrieben. 1871 wurde die Art von Ascherson in die Gattung Thalassia gestellt.